# آزمانیته
آزمانیته (به بلغاری: Azmanite) یک منطقهٔ مسکونی در بلغارستان است که در تریاونا واقع شده‌است.